# Rhynchophorini
Tribu
Les Rhynchophorini sont une tribu d'insectes coléoptères de la famille des Dryophthoridae, ou selon d'autres auteurs de la famille des Curculionidae.

## Genres
- Abrachius
- Cactophagus LeConte, 1876
- Cosmopolites Chevrolat, 1885
- Cyrtotrachelus
- Dynamis
- Macrocheirus
- Macrochirus
- Mahakamia
- Metamasius Horn, 1873
- Omotemnus
- Otidognathus
- Paratasis
- Pristirhina
- Protocerius
- Rhodobaenus LeConte, 1876
- Rhynchodynamis
- Rhynchophorinus
- Rhynchophorus Herbst, 1795
- Scyphophorus Schönherr, 1838
- Sitophilus Schönherr, 1838
- Sphenophorus Schönherr, 1838